# Leucania alboradiata
Leucania alboradiata là một loài bướm đêm trong họ Noctuidae.